# Shiokaze (train)
Pour les articles homonymes, voir Shiokaze.
Le Shiokaze (しおかぜ) est un train express existant au Japon et exploité par les compagnies JR Shikoku et JR West, qui relie la ville d'Okayama à celle de Matsuyama. Son nom fait référence à un vent marin de la mer intérieure de Seto.

## Gares desservies
Le Shiokaze circule de la gare d'Okayama à la gare de Matsuyama en empruntant les lignes Uno, Honshi-Bisan et Yosan. Il est couplé à un train Ishizuchi entre Utazu et Matsuyama.
| Nom des gares |
| ------------- |
| Okayama       |
| Kojima        |
| Utazu         |
| Marugame      |
| Tadotsu       |
| Takuma*       |
| Takase*       |
| Kan-onji      |
| Kawanoe       |
| Iyo-Mishima   |
| Niihama       |
| Iyo-Saijō     |
| Nyūgawa       |
| Imabari       |
| Iyo-Hōjō*     |
| Matsuyama     |

Les gares marquées d'un astérisque ne sont pas desservies par tous les trains.

## Matériel roulant
Les modèles utilisés sur ce service sont :

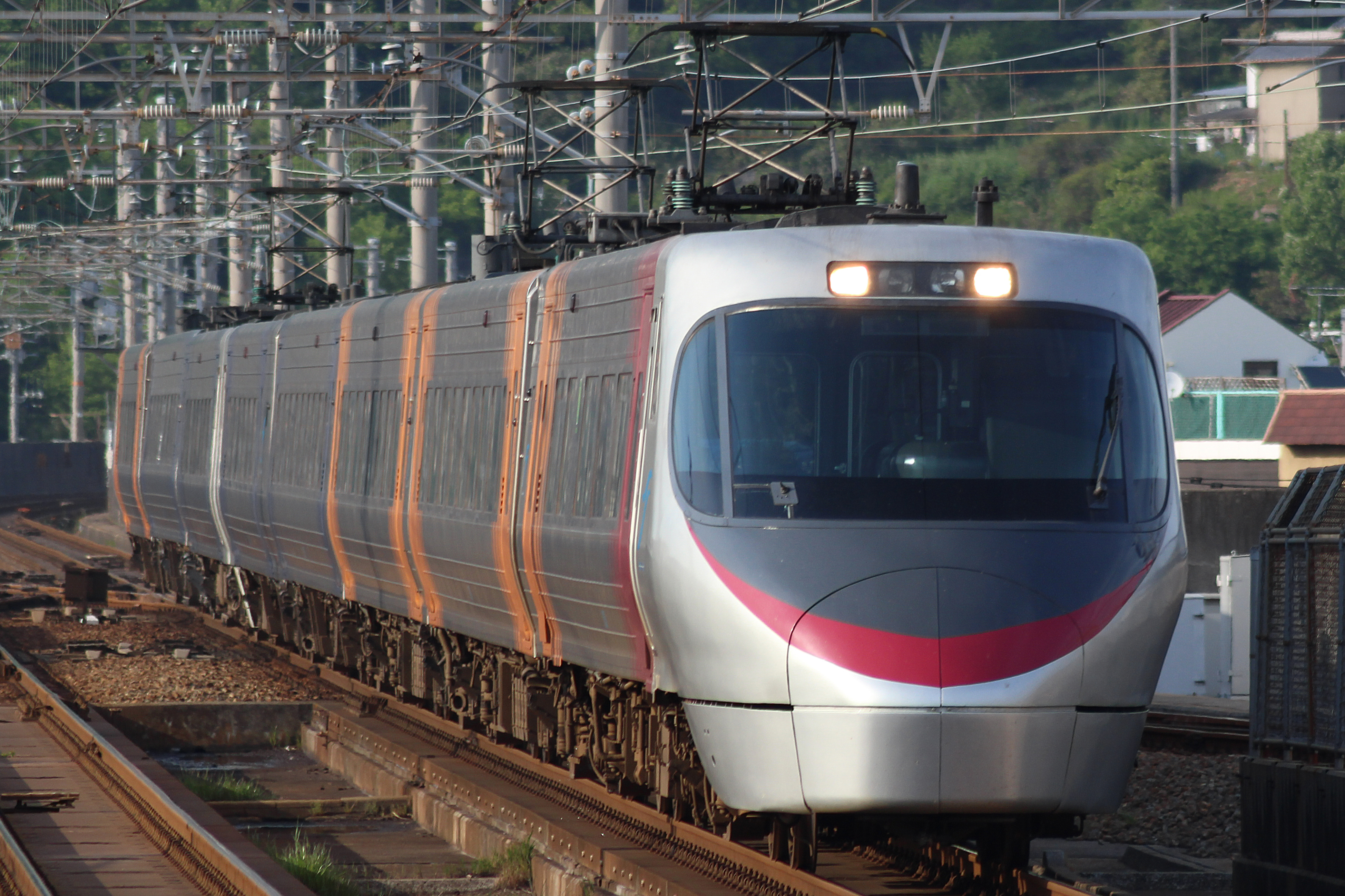
Série 8000
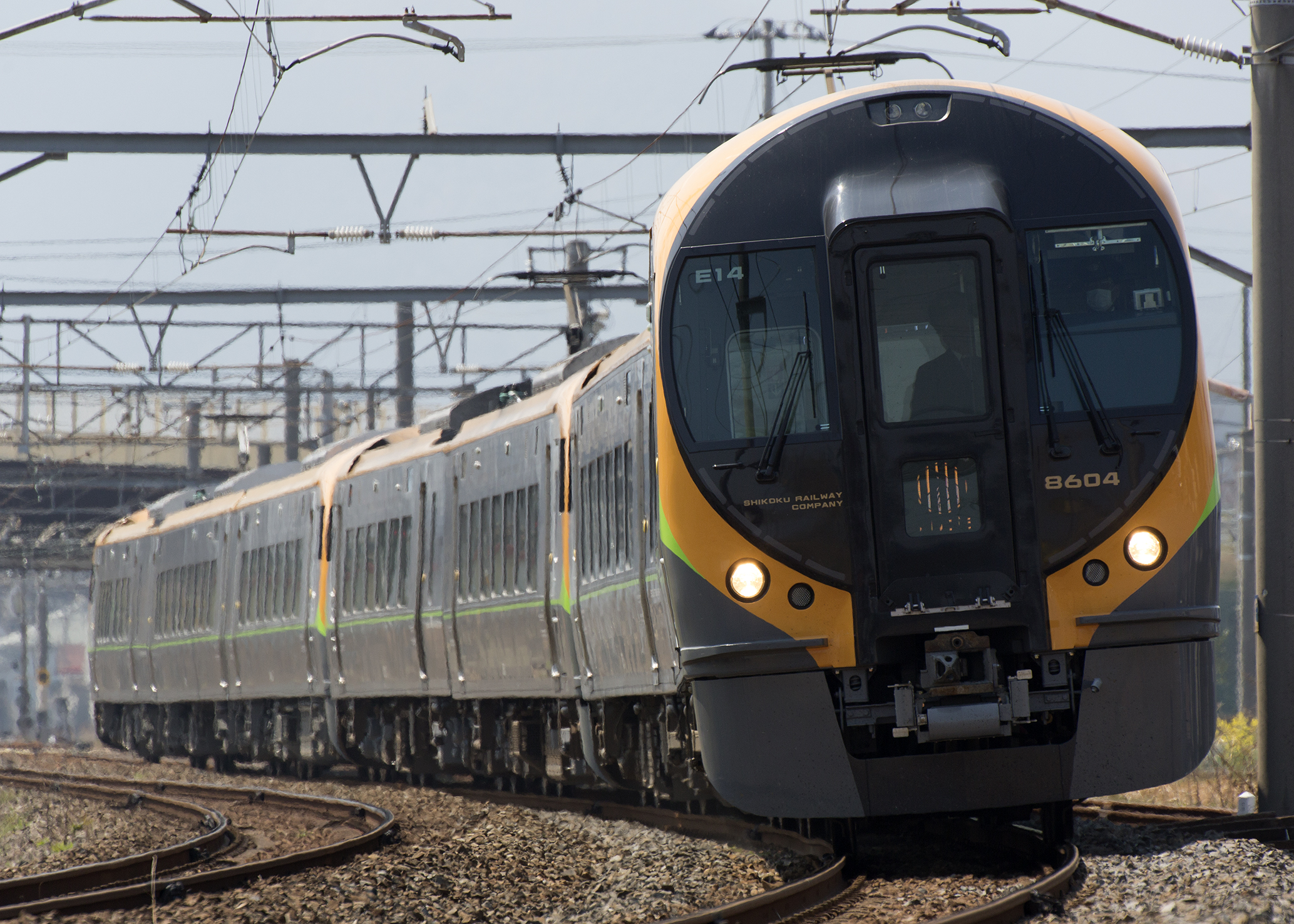
Série 8600

## Composition des voitures
- Série 8000 / 8600 (5 voitures, parfois 7 ou 8 voitures)[1] :

| N° de voiture | 1     | 1       | 2       | 3       | 4           | 5           |
| Classe        | Green | Réservé | Réservé | Réservé | Non réservé | Non réservé |

Des places pour les usagers en fauteuil roulant sont disponibles.